# ميكيتا بوردا
ميكيتا فالريوفيتش بوردا (بالأوكرانية: Микита Валерійович Бурда) هو لاعب كرة قدم أوكراني في مركز الدفاع ولد في يوم 24 مارس 1995 في مدينة ييناكييف في أوكرانيا، يلعب حالياً مع نادي دينامو كييف وفي سنة 2018 بدأ باللعب مع منتخب أوكرانيا لكرة القدم، يبلغ طوله 187 سم.

## روابط خارجية
- ميكيتا بوردا على موقع الاتحاد الدولي (مؤرشف)  (الإنجليزية)
- ميكيتا بوردا على موقع الاتحاد الأوربي (الإنجليزية)
- ميكيتا بوردا على موقع اتحاد أوكرانيا (الإنجليزية)
- ميكيتا بوردا على موقع قاعدة بيانات كرة القدم.إي يو (الإنجليزية)
- ميكيتا بوردا على موقع ناشيونال فوتبول تيمز (الإنجليزية)
- ميكيتا بوردا على موقع Soccerway.com (الإنجليزية)
- ميكيتا بوردا على موقع عالم كرة القدم.نت (الإنجليزية)
- ميكيتا بوردا على موقع AS.com (الإسبانية)